# DSA-217
La DSA-217 es una carretera perteneciente a la Red Secundaria de la Diputación Provincial de Salamanca que une la  N-630  con la localidad de Cabezuela de Salvatierra.

## Origen y Destino
La carretera  DSA-217  tiene su origen en Guijuelo en la intersección con la carretera  N-630 , y termina en el casco urbano de Cabezuela de Salvatierra, formando parte de la Red de carreteras de Salamanca.